# Biathlon-Weltmeisterschaften

Briefmarke der DDR zu den Weltmeisterschaften 1967

Die Biathlon-Weltmeisterschaften werden von der Internationalen Biathlon-Union (IBU) in den Jahren ohne Olympische Winterspiele veranstaltet. Die Titelkämpfe finden üblicherweise über zwei Wochen im Februar oder März statt. Zwischen 1993 und 2022 wurden die Weltmeisterschaften im Rahmen des Biathlon-Weltcups veranstaltet, weshalb bei den Wettkämpfen auch Weltcuppunkte vergeben wurden.

## Qualifikation
Um von der IBU für die Weltmeisterschaften zugelassen zu werden, benötigen die Athleten entsprechende Qualifikationspunkte, die sie in Rennen im Welt- und IBU-Cup erhalten und die unabhängig von Punkten für die Welt- und IBU-Cup-Wertungen vergeben werden.
Die Besetzung der Start- und Quotenplätze für die Weltmeisterschaften wird von den nationalen Verbänden vorgenommen. Für deutsche Starter verlangt der DSV ein Ergebnis in einem Weltcuprennen unter den TOP 8 bzw. zwei Rennen unter den TOP 15 als Grundlage für eine Nominierung.

## Startquoten
Die Anzahl der startberechtigten Athleten pro Nation unterscheidet sich von der Quotenregelung im Weltcup, wird aber ebenso wie diese über die Platzierung in der Nationenwertung des Vorjahres geregelt. Die jeweiligen Titelverteidiger in Sprint-, Verfolgungs-, Einzel- und Massenstartrennen des Vorjahres erhalten ein persönliches Startrecht für die jeweilige Disziplin außerhalb der Quotenregelung. Diese Regelung bezieht sich immer auf die Titelkämpfe der vorangegangenen Saison, unabhängig davon ob es sich um Weltmeisterschaften oder Olympische Spiele handelt.
Außerdem erwerben die zehn bestplatzierten Athleten der Qualifikationspunkteliste eine Startquote von bis zu zwei Plätzen für ihre Nation, sofern diese nicht zu den besten 30 in der Nationenwertung zählt.
| Platzierung im Nationencup | 1–15 | 16–25 | 26–30 |
| Anzahl Startplätze         | 4    | 3     | 2     |

### Sprintrennen
Der Verfolgungsweltmeister des Vorjahres erhält auch ein persönliches Startrecht im Sprintrennen. Stellt eine Nation jedoch Sprint- und Verfolgungsweltmeister, dann erhöht sich die Quote dieser Nation jedoch nur um einen und nicht um zwei zusätzliche Startplätze.

### Massenstart
Während im Weltcup die 25 besten Athleten der aktuellen Weltcupwertung ein Startrecht im Massenstart haben, sind es bei Weltmeisterschaften nur die besten 15. Das Feld wird aufgefüllt mit den Medaillengewinnern der vorangegangenen Rennen, die aufgrund der Platzierung im Weltcup noch kein Startrecht haben. Die restlichen Startplätze werden an die weiteren punktbesten Athleten der Titelkämpfe vergeben. Pro Nation dürfen maximal vier Athleten am Massenstart teilnehmen. Ausnahmen gibt es nur für die Medaillengewinner, diese sind immer startberechtigt. Zudem erhält der Weltmeister bzw. olympische Goldmedaillengewinner des Vorjahres ein persönliches Startrecht im Massenstart, das nicht auf das Kontingent des Nationalverbandes angerechnet wird. Grundlage dafür ist, dass der Athlet bzw. die Athletin sich noch nicht über einen Medaillengewinn, eine Top-15-Platzierung im Weltcup oder entsprechende Ergebnisse bei den vorhergegangenen Weltmeisterschaftsrennen qualifiziert hat.

## Wettbewerbe

### Disziplinen

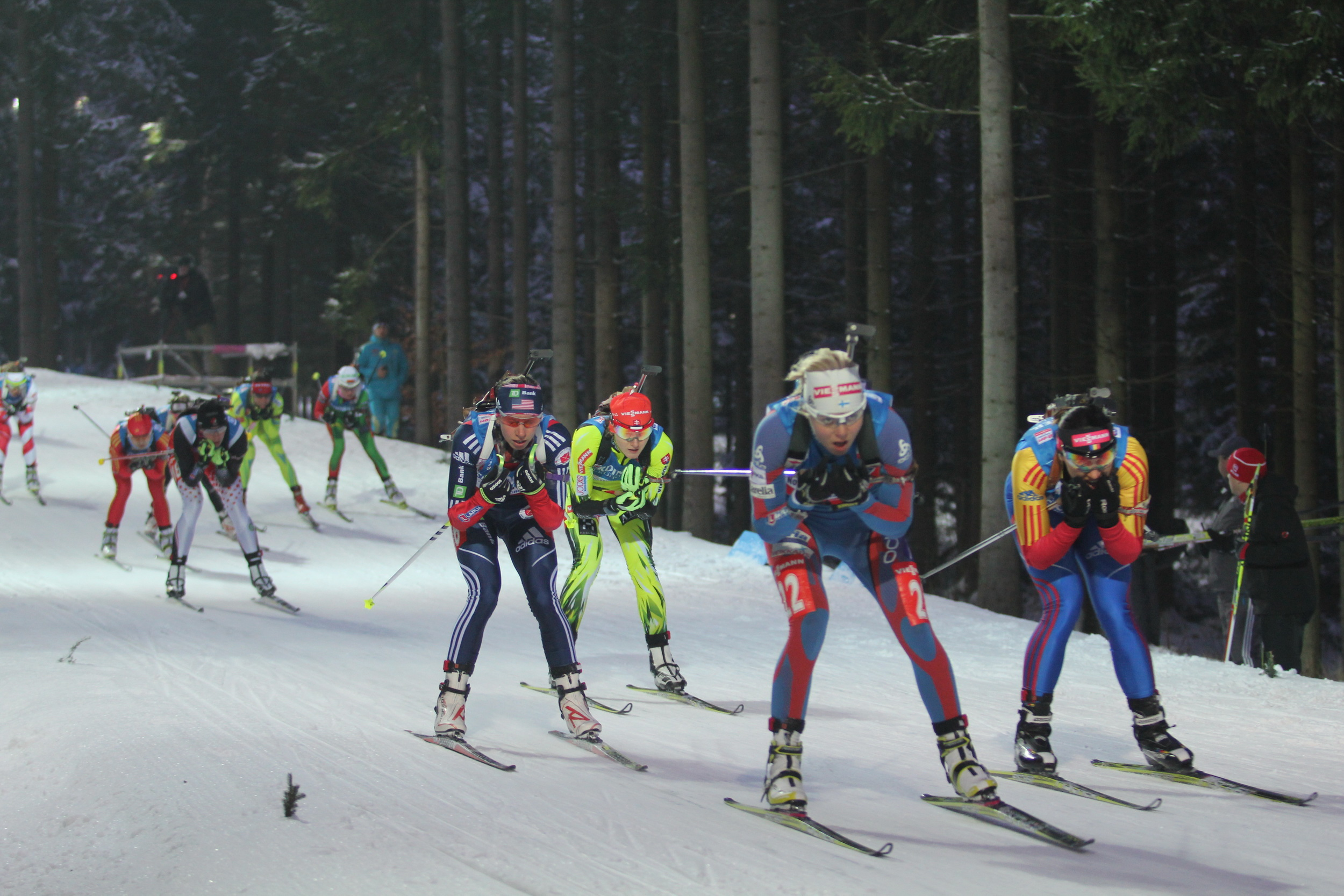
Damenstaffel, WM 2013

Mit Einzel, Sprint, Verfolgung, Massenstart, Staffel, Mixed-Staffel und Single Mixed-Staffel besteht das momentane Weltmeisterschaftsprogramm aus sieben Disziplinen. Das Einzelrennen ist seit der ersten Biathlon-Weltmeisterschaft 1958 im Programm. Bis 1965 wurden nur für diese Disziplin Medaillen vergeben, da der Staffellauf kein offizieller Bestandteil der Biathlon-Weltmeisterschaften war. Es handelte sich dabei von 1958 bis 1963 nur um eine Mannschaftswertung der vier (1958) bzw. der drei besten (1959–1963) Sportler jeder Nation aus dem Einzelbewerb über 20 km. Berechnet wurde die Zeit durch die Addition der Individualzeiten der einzelnen Athleten. 1965 wurde erstmals ein Staffellauf über 3 × 7,5 km ausgetragen. 1966 wurde der Staffellauf mit der heutigen Streckenlänge von 4 × 7,5 km offiziell eingeführt.

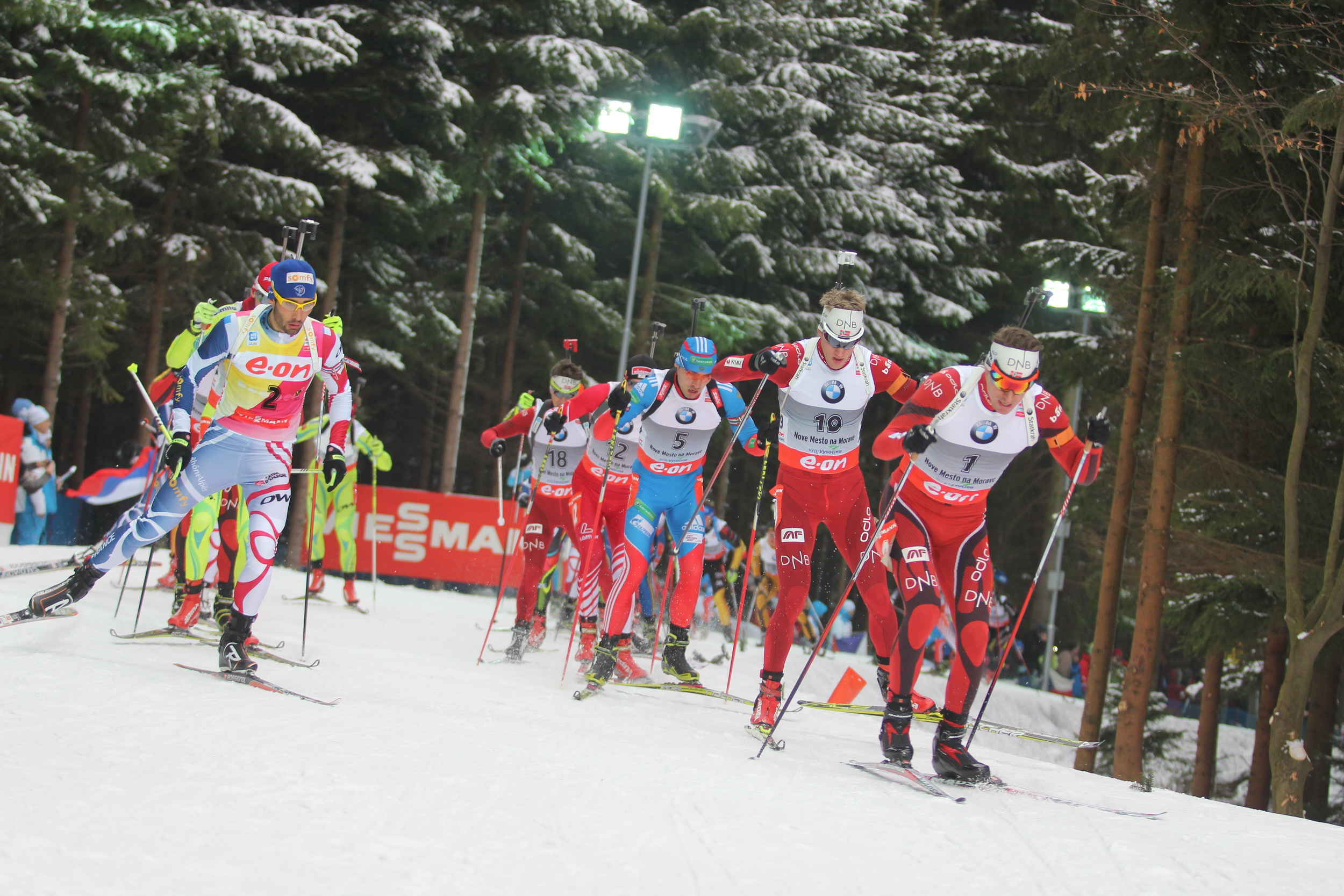
Massenstart der Männer, WM 2013

Der Sprint wurde erstmals 1974 bei Weltmeisterschaften ausgetragen und stellte damit neben dem Einzel die zweite Individualdisziplin dar. Seit Ende der 1980er-Jahre wird das Programm kontinuierlich erweitert. 1989 wurde der Mannschaftswettkampf hinzugefügt, der jedoch bereits 1998 wieder gestrichen wurde. Das Verfolgungsrennen ist seit 1997 fester Bestandteil von Weltmeisterschaften, der Massenstart seit 1999. Bei den Weltmeisterschaften 2007 wurde die Mixed-Staffel (auch: Gemischte Staffel) zum ersten Mal in das Wettkampfprogramm integriert. Dieser Wettbewerb war 2005 und 2006 noch jeweils als eigenständige Mixed-Staffel-Weltmeisterschaft ausgetragen worden. Auch im olympischen Jahr 2010 fand ein separater Titelkampf statt, da die Disziplin noch nicht in das Programm der Olympischen Winterspiele aufgenommen wurde. In der gemischten Staffel starten zunächst zwei Frauen über 6 km, danach zwei Männer über 7,5 km. Die Single-Mixed-Staffel (auch: einfache gemischte Staffel) wurde 2019 erstmals veranstaltet.

### Wertung
In Jahren mit Olympischen Winterspielen wurden Weltmeister nur in jenen Bewerben ermittelt, die nicht zum olympischen Programm gehören. Diese Veranstaltungen wurden von der IBU mit Ausnahme der Bewerbe von 1992 als offizielle Weltmeisterschaften gezählt. Im Gegensatz zu den nordischen oder alpinen Skiwettbewerben gelten die Olympiasieger bis 1980 nicht als Weltmeister. Zuletzt war dies bei der Biathlon-Mixed-Staffel-Weltmeisterschaft 2010 der Fall, die im Rahmen des Weltcups im russischen Chanty-Mansijsk ausgetragen wurde.
Zwischen 1993 und 2022 wurden die Weltmeisterschaften im Rahmen des Biathlon-Weltcups veranstaltet. Da die Startquoten und damit auch die Teilnehmerfelder bei Weltmeisterschaften andere sind als im Weltcup, wurden ab der Saison 2022/23 bei Weltmeisterschaften keine Weltcuppunkte für Einzelwettbewerbe mehr vergeben. In die Nationenwertung des Weltcups gehen die Ergebnisse der Weltmeisterschaften weiterhin ein.

## Bisherige Weltmeisterschaften

### Reguläre Weltmeisterschaften
Die Biathlon-Weltmeisterschaften finden seit 1958 in jedem Jahr statt, in dem keine Olympischen Winterspiele stattfinden. Von 1958 bis 1983 wurden die Weltmeisterschaften nur für Männer ausgeschrieben. Von 1984 bis 1988 fanden eigene Weltmeisterschaften für Frauen statt, die getrennt von denen der Männer an anderen Orten durchgeführt wurden. Seit 1989 nehmen Männer und Frauen an gemeinsamen Weltmeisterschaften teil. Mit der WM 2025 in Lenzerheide wurden bisher 56 Weltmeisterschaften ausgetragen (getrennte WM der Frauen in dieser Zählung nicht berücksichtigt).
| Jahr | Austragungsort(e)      |
| ---- | ---------------------- |
| 1958 | Saalfelden             |
| 1959 | Courmayeur             |
| 1961 | Umeå                   |
| 1962 | Hämeenlinna            |
| 1963 | Seefeld in Tirol       |
| 1965 | Elverum                |
| 1966 | Garmisch-Partenkirchen |
| 1967 | Altenberg              |
| 1969 | Zakopane               |
| 1970 | Östersund              |
| 1971 | Hämeenlinna            |
| 1973 | Lake Placid            |
| 1974 | Minsk                  |
| 1975 | Antholz                |
| 1977 | Vingrom                |
| 1978 | Hochfilzen             |
| 1979 | Ruhpolding             |
| 1981 | Lahti                  |
| 1982 | Minsk                  |
| 1983 | Antholz                |

| Jahr | Austragungsort(e)        |
| ---- | ------------------------ |
| 1984 | Chamonix (Frauen)        |
| 1985 | Egg am Etzel (Frauen)    |
| 1985 | Ruhpolding (Männer)      |
| 1986 | Falun (Frauen)           |
| 1986 | Oslo (Männer)            |
| 1987 | Lahti (Frauen)           |
| 1987 | Lake Placid (Männer)     |
| 1988 | Chamonix (Frauen)        |
| 1989 | Feistritz an der Drau    |
| 1990 | Minsk/ Oslo/ Kontiolahti |
| 1991 | Lahti                    |
| 1993 | Borowez                  |
| 1995 | Antholz                  |
| 1996 | Ruhpolding               |
| 1997 | Osrblie                  |
| 1999 | Kontiolahti/ Oslo        |
| 2000 | Oslo/ Lahti              |
| 2001 | Pokljuka                 |
| 2003 | Chanty-Mansijsk          |
| 2004 | Oberhof                  |

| Jahr | Austragungsort(e)    |
| ---- | -------------------- |
| 2005 | Hochfilzen           |
| 2007 | Antholz              |
| 2008 | Östersund            |
| 2009 | Pyeongchang          |
| 2011 | Chanty-Mansijsk      |
| 2012 | Ruhpolding           |
| 2013 | Nové Město na Moravě |
| 2015 | Kontiolahti          |
| 2016 | Oslo                 |
| 2017 | Hochfilzen           |
| 2019 | Östersund            |
| 2020 | Antholz              |
| 2021 | Pokljuka             |
| 2023 | Oberhof              |
| 2024 | Nové Město na Moravě |
| 2025 | Lenzerheide          |
| 2027 | Otepää               |
| 2028 | Hochfilzen           |
| 2029 | Oslo                 |

### Weltmeisterschaften in Olympiajahren
Das Regelwerk der Internationalen Biathlon-Union sieht vor, dass in Disziplinen, die Teil des Weltmeisterschaftsprogramms sind, allerdings nicht bei Olympischen Spielen ausgetragen werden, in Olympiajahren eigene Weltmeisterschaftsrennen nur in diesen Disziplinen veranstaltet werden. Diese Rennen werden in Rahmen eines Weltcups ausgetragen.
2005 wurde in der Mixed-Staffel ein eigenständiges WM-Rennen veranstaltet, obwohl es reguläre Weltmeisterschaften gab. 2022 wurde in der Single-Mixed-Staffel kein WM-Rennen veranstaltet, obwohl diese nicht Teil des olympischen Programms in Peking war.
| Jahr | Austragungsort(e) | Disziplinen   |
| ---- | ----------------- | ------------- |
| 1976 | Antholz           | Sprint        |
| 1992 | Nowosibirsk       | Mannschaft    |
| 1994 | Canmore           | Mannschaft    |
| 1998 | Pokljuka          | Verfolgung    |
| 1998 | Hochfilzen        | Mannschaft    |
| 2002 | Oslo              | Massenstart   |
| 2005 | Hochfilzen        | Mixed-Staffel |
| 2006 | Pokljuka          | Mixed-Staffel |
| 2010 | Chanty-Mansijsk   | Mixed-Staffel |

### Austragungsorte
Insgesamt fanden bisher in 18 unterschiedlichen Ländern Biathlon-Weltmeisterschaften statt. Frankreich war bisher nur Gastgeber der Frauenweltmeisterschaften.
Häufigster Austragungsort von Weltmeisterschaften ist das italienische Antholz, das fünf reguläre Weltmeisterschaften sowie 1976 den nichtolympischen Sprintwettbewerb veranstaltete. Ebenfalls Austragungsort bei sechs unterschiedlichen Weltmeisterschaften war das norwegische Oslo, das allerdings in den Jahren 1990, 1999 und 2000 nur einen Teil der Wettbewerbe und im Jahre 2002 nur den nichtolympischen Massenstartwettbewerb ausrichtete.
| Ort                    | Land               | Anzahl | Jahre                                       |
| ---------------------- | ------------------ | ------ | ------------------------------------------- |
| Altenberg              | DDR                | 1      | 1967                                        |
| Antholz                | Italien            | 6      | 1975, 1976 OL, 1983, 1995, 2007, 2020       |
| Borowez                | Bulgarien          | 1      | 1993                                        |
| Canmore                | Kanada             | 1      | 1994 OL                                     |
| Chanty-Mansijsk        | Russland           | 4      | 2003, 2005 MR, 2010 OL, 2011                |
| Chamonix               | Frankreich         | 2      | 1984 FR, 1988 FR                            |
| Courmayeur             | Italien            | 1      | 1959                                        |
| Egg am Etzel           | Schweiz            | 1      | 1985 FR                                     |
| Elverum                | Norwegen           | 1      | 1965                                        |
| Falun                  | Schweden           | 1      | 1986 FR                                     |
| Feistritz an der Drau  | Österreich         | 1      | 1989                                        |
| Garmisch-Partenkirchen | BR Deutschland     | 1      | 1966                                        |
| Hämeenlinna            | Finnland           | 2      | 1962, 1971                                  |
| Hochfilzen             | Österreich         | 4      | 1978, 1998 OL, 2005, 2017                   |
| Lahti                  | Finnland           | 4      | 1981, 1987 FR, 1991, 2000 ER                |
| Lake Placid            | Vereinigte Staaten | 2      | 1973, 1987                                  |
| Lenzerheide            | Schweiz            | 1      | 2025                                        |
| Lillehammer (Vingrom)  | Norwegen           | 1      | 1977                                        |
| Kontiolahti            | Finnland           | 3      | 1990 ER, 1999, 2015                         |
| Minsk                  | Sowjetunion        | 3      | 1974, 1982, 1990                            |
| Nové Město na Moravě   | Tschechien         | 2      | 2013, 2024                                  |
| Nowosibirsk            | Russland           | 1      | 1992 OL                                     |
| Oberhof                | Deutschland        | 2      | 2004, 2023                                  |
| Oslo                   | Norwegen           | 6      | 1986, 1990 ER, 1999 ER, 2000, 2002 OL, 2016 |
| Osrblie                | Slowakei           | 1      | 1997                                        |
| Östersund              | Schweden           | 3      | 1970, 2008, 2019                            |
| Pokljuka               | Slowenien          | 4      | 1998 OL, 2001, 2006 OL, 2021                |
| Pyeongchang            | Südkorea           | 1      | 2009                                        |
| Ruhpolding             | Deutschland        | 4      | 1979, 1985, 1996, 2012                      |
| Saalfelden             | Österreich         | 1      | 1958                                        |
| Seefeld in Tirol       | Österreich         | 1      | 1963                                        |
| Umeå                   | Schweden           | 1      | 1961                                        |
| Zakopane               | Polen              | 1      | 1969                                        |

```
 
Anmerkungen:
```

ER   Ersatzausrichter für Wettbewerbe, die am ursprünglichen Austragungsort nicht durchgeführt werden konnten

FR   Weltmeisterschaften der Frauen

MR   Mixed-Staffel-Weltmeisterschaft

OL   Olympiajahr, es wurden nur nichtolympische Bewerbe ausgetragen

## Ewige Ranglisten
Der erfolgreichsten Teilnehmer an Weltmeisterschaften sind Ole Einar Bjørndalen und Johannes Thingnes Bø mit 20 Goldmedaillen. Mit 45 Medaillen hat Bjørndalen zudem die meisten Medaillen insgesamt gewonnen und führt mit elf Gold-, sechs Silber- und neun Bronzemedaillen auch die Einzelwertung an. Ole Einar Bjørndalen, Martin Fourcade, Emil Hegle Svendsen und Johannes Thingnes Bø haben als einzige Athleten in jeder Einzeldisziplin (Einzel, Sprint, Verfolgung, Massenstart) eine Goldmedaille gewonnen.
Erfolgreichste Frau ist Marte Olsbu Røiseland mit 13 Goldmedaillen und vier Bronzemedaillen. Uschi Disl gewann mit acht Gold-, acht Silber- und drei Bronzemedaillen insgesamt die meisten Medaillen. Die Einzelwertung führt Magdalena Neuner mit sechs Gold- und zwei Silbermedaillen an. Andrea Henkel und Marie Dorin-Habert haben als einzige Athletinnen in jeder Einzeldisziplin (Einzel, Sprint, Verfolgung, Massenstart) eine Goldmedaille gewonnen.
In der Nationenwertung belegt Norwegen mit 85 Goldmedaillen, 75 Silbermedaillen und 67 Bronzemedaillen den ersten Platz.